# I liga paragwajska w piłce nożnej (2006)
Mistrzem Paragwaju został klub Club Libertad, natomiast wicemistrzem Paragwaju – Cerro Porteño. Sezon podzielony został na dwa turnieje – Apertura i Clausura. Zwycięzcy obu turniejów zmierzyli się o mistrzostwo kraju, a zwycięzca zdobył tytuł mistrza, natomiast przegrany tytuł wicemistrza Paragwaju.
Do turniejów międzynarodowych zakwalifikowały się następujące kluby:
- Copa Libertadores 2007: Club Libertad, Cerro Porteño, Tacuary Asunción
- Copa Sudamericana 2007: Club Libertad, Tacuary Asunción

Do drugiej ligi spadł ostatni w tabeli sumarycznej klub Fernando de la Mora. Na jego miejsce z drugiej ligi awansowały dwa kluby: Sportivo Trinidense i Club Sol de América. Pierwsza liga w sezonie 2007 powiększona została do 12 klubów.

## Torneo Apertura 2006

### Apertura 1
| Data             | Mecz                                                                                              |
| ---------------- | ------------------------------------------------------------------------------------------------- |
| 27 stycznia 2006 | Club 2 de Mayo – Fernando de la Mora 0:0                                                          |
| 27 stycznia 2006 | Club Nacional – Cerro Porteño 1:1 Óscar Cardozo 87 – Pedro Irala 48                               |
| 28 stycznia 2006 | 3 de Febrero Ciudad del Este – Club Libertad 0:3 Hernán Rodrigo López 23, 91k, Roberto Gamarra 88 |
| 28 stycznia 2006 | Sportivo Luqueño – Tacuary Asunción 1:1 Alejandro Ormos 72 – Carlos Ruiz Peralta 93               |
| 29 stycznia 2006 | 12 de Octubre Itaugua – Club Olimpia 1:0 Diego Miranda 72                                         |

### Apertura 2
| Data          | Mecz |
| ------------- | --- |
| 3 lutego 2006 | Club Olimpia – Club 2 de Mayo 2:0 Edgardo Simovic 6, José Montiel 33                                                                        |
| 4 lutego 2006 | Club Libertad – Club Nacional 3:1 Nelson Romero 1, Osvaldo Martínez 47, Rodrigo López 60 – Julio Irrazábal 19                               |
| 5 lutego 2006 | Tacuary Asunción – 3 de Febrero Ciudad del Este 3:2 Alcides Rodas 68, Gilberto Palacios 70, Celso González 89 – Juan Ortiz 4, Blas López 47 |
| 5 lutego 2006 | Cerro Porteño – 12 de Octubre Itaugua 3:0 Alejandro da Silva 16, Erwin Ávalos 83, Mario Grana 89                                            |
| 5 lutego 2006 | Fernando de la Mora – Club Guaraní 1:2 Gustavo Ramírez 25 – Hernán Barcos 16, 48                                                            |

### Apertura 3
| Data           | Mecz |
| -------------- | --- |
| 10 lutego 2006 | Club 2 de Mayo – Cerro Porteño 2:3 Ricardo Ortiz 6, Edison Giménez 28 – Walter Fretes 68k, Domingo Salcedo 67, Erwin Ávalos 86 |
| 11 lutego 2006 | 12 de Octubre Itaugua – Club Libertad 1:0 Richard Leite 62                                                                     |
| 11 lutego 2006 | Club Nacional – Tacuary Asunción 2:0 Óscar Cardozo 9, Inca 57k                                                                 |
| 11 lutego 2006 | 3 de Febrero Ciudad del Este – Sportivo Luqueño 2:0 Eder Godoy 21, Pablo Caballero Cáceres 89                                  |
| 12 lutego 2006 | Club Guaraní – Club Olimpia 1:1 Pedro Chávez 24 – José Montiel 9                                                               |

### Apertura 4
| Data           | Mecz |
| -------------- | --- |
| 17 lutego 2006 | Sportivo Luqueño – Club Nacional 2:1 Pablo Aguilar 16, Javier González 48 – Óscar Cardozo 35                                      |
| 18 lutego 2006 | Tacuary Asunción – 12 de Octubre Itaugua 0:0                                                                                      |
| 18 lutego 2006 | Club Olimpia – Fernando de la Mora 2:2 Walter Ribonetto 6, Osvaldo Mackenzie 19 – Héctor Mario Núñez 33, Maximiliano Biancuchi 41 |
| 19 lutego 2006 | Club Libertad – Club 2 de Mayo 0:1 Julio Martínez 79                                                                              |
| 19 lutego 2006 | Cerro Porteño – Club Guaraní 1:1 Erwin Ávalos 81 – Hernán Barcos 35                                                               |

### Apertura 5
| Data           | Mecz |
| -------------- | --- |
| 24 lutego 2006 | Club 2 de Mayo – Tacuary Asunción 3:3 Juan Ortiz 1, 56, Julio Martínez 46 – Patrocinio Samudio 9, 19, Raúl Román 66                     |
| 25 lutego 2006 | 12 de Octubre Itaugua – Sportivo Luqueño 1:1 Juan Angel Paredes 66 – Jorge Daniel Núñez 57                                              |
| 26 lutego 2006 | Club Guaraní – Club Libertad 2:4 Diego Balbuena 81, Miguel Almirón 87 – Rodrigo López 3k, 51, 75, Raúl Damiani 6                        |
| 26 lutego 2006 | Club Nacional – 3 de Febrero Ciudad del Este 5:2 Rodrigo Cantero 12, 35, Carlos González 16, 47, Ariel Bogado 25 – Nery Quintana 41, 58 |
| 27 lutego 2006 | Fernando de la Mora – Cerro Porteño 0:1 Pedro Benítez 12                                                                                |

### Apertura 6
| Data         | Mecz |
| ------------ | --- |
| 3 marca 2006 | Tacuary Asunción – Club Guaraní 2:1 Líder Mármol 2s, Alcides Rodas 19 – Gilberto Velázquez 78k                                                 |
| 4 marca 2006 | 3 de Febrero Ciudad del Este – 12 de Octubre Itaugua 2:0 Carlos Alberto Pérez 39, 55                                                           |
| 4 marca 2006 | Sportivo Luqueño – Club 2 de Mayo 6:1 Javier González 50k, 81, Jorge Núñez 55, 71, Juan Hermosilla 79, Derlis Florentín 88 – Miguel Larrosa 46 |
| 5 marca 2006 | Club Libertad – Fernando de la Mora 5:1 Rodrigo López 35, 71, Edgar Robles 37, Cristian Riveros 61, Nelson Romero 76 – Pedro Talavera 21       |
| 5 marca 2006 | Cerro Porteño – Club Olimpia 1:0 Erwin Ávalos 9                                                                                                |

### Apertura 7
| Data         | Mecz |
| ------------ | --- |
| 5 marca 2006 | Club Olimpia – Club Libertad 1:2 Osvaldo Mackenzie 88 – Rodrigo López 75, 81k                                                                                      |
| 5 marca 2006 | Fernando de la Mora – Tacuary Asunción 0:1 Diego Caneza 83 |
| 5 marca 2006 | Club Guaraní – Sportivo Luqueño 0:1 Derlis Florentín 16 |
| 5 marca 2006 | Club 2 de Mayo – 3 de Febrero Ciudad del Este 1:0 Salustiano Candia 50                                                                                             |
| 5 marca 2006 | 12 de Octubre Itaugua – Club Nacional 4:2 Elvis Marecos 43, Osvaldo Hobecker 55, Juan Angel Paredes 61, Gustavo Noguera 76 – Óscar Cardozo 87, Fernando Giménez 92 |

### Apertura 8
| Data          | Mecz |
| ------------- | --- |
| 11 marca 2006 | Club Nacional – Club 2 de Mayo 5:6 Óscar Cardozo 39, 42, 90, Ariel Bogado 55, Edgar Gamarra 61- Miguel Larrosa 5, Julio Martínez 37, 49, Ricardo Ortiz 50, Edison Giménez 52, 71 |
| 11 marca 2006 | 3 de Febrero Ciudad del Este – Club Guaraní 2:2 Pablo Caballero Cáceres 47, Blas López 86 – Felipe Giménez 39, Miguel Acosta 83                                                  |
| 11 marca 2006 | Club Libertad – Cerro Porteño 0:2 Pablo Giménez 56k, Erwin Ávalos 86 |
| 12 marca 2006 | Sportivo Luqueño – Fernando de la Mora 2:3 Derlis Florentín 12, Alejandro Ormos 52 – Maximiliano Biancucchi 15, Héctor Mario Núñez 66, Carlos Romero 93                          |
| 12 marca 2006 | Tacuary Asunción – Club Olimpia 2:3 Alcides Rodas 12, Gilberto Palacios 65 – Martín Adrián García 9, Guido Alvarenga 39, Ralf Escher 74                                          |

### Apertura 9
| Data          | Mecz |
| ------------- | --- |
| 17 marca 2006 | Club Guaraní – Club Nacional 1:5 Diego Balbuena 67 – Pánfilo Escobar 8, Carlos Alberto González 24, Óscar Cardozo 42, 73, José Burgos 85 |
| 17 marca 2006 | Club 2 de Mayo – 12 de Octubre Itaugua 1:0 Julio Martínez 54                                                                             |
| 18 marca 2006 | Cerro Porteño – Tacuary Asunción 1:3 Erwin Ávalos 40 – Raúl Román 7, David Villalba 21, Celso González 57                                |
| 19 marca 2006 | Club Olimpia – Sportivo Luqueño 1:2 Edgardo Símovic 73 – Diego Martínez Ortigoza 24, Javier González 65                                  |
| 19 marca 2006 | Fernando de la Mora – 3 de Febrero Ciudad del Este 1:2 Maximiliano Biancuchi 79k – Pablo Caballero Cáceres 24, Milton Benítez 76         |

### Apertura 10
| Data          | Mecz |
| ------------- | --- |
| 25 marca 2006 | 12 de Octubre Itaugua – Club Guaraní 1:1 Osvaldo Hobecker 59 – Pedro Chávez 70                                                   |
| 25 marca 2006 | Club Nacional – Fernando de la Mora 3:0 Óscar Cardozo 68, 90, Edgar Gamarra 77                                                   |
| 25 marca 2006 | 3 de Febrero Ciudad del Este – Club Olimpia 1:3 Armando Ovelar 77 – Walter Ribonetto 4, Martín Adrián García 88, José Montiel 91 |
| 26 marca 2006 | Tacuary Asunción – Club Libertad 2:1 Emilio Ibarra 37, Lorenzo Silva 83 – Raúl Damiani 31                                        |
| 28 marca 2006 | Sportivo Luqueño – Cerro Porteño 2:2 Alejandro Ormos 31, Diego Martínez Ortigoza 72 – Erwin Ávalos 29, José Devaca 43            |

### Apertura 11
| Data            | Mecz |
| --------------- | --- |
| 1 kwietnia 2006 | Cerro Porteño – 3 de Febrero Ciudad del Este 4:1 Pablo Daniel Escobar 10, 57, Roberto Ovelar 45, Nelson David Cabrera 67 – Milton Benítez 48k |
| 2 kwietnia 2006 | Club Olimpia – Club Nacional 3:1 Martín Adrián García 10, 79, César Daniel Cáceres 65 – Troadio Duarte 38                                     |
| 2 kwietnia 2006 | Club 2 de Mayo – 12 de Octubre Itaugua 0:2 Juan Ángel Paredes 24, Osvaldo Hobecker 91                                                         |
| 2 kwietnia 2006 | Club Guaraní – Club 2 de Mayo 2:1 Julián Benítez 40, Miguel Paniagua 51 – Ricardo Ortiz 88                                                    |
| 3 kwietnia 2006 | Club Libertad – Sportivo Luqueño 1:1 Rodrigo López 90 – Jorge Núñez 12                                                                        |

### Apertura 12
| Data            | Mecz |
| --------------- | --- |
| 7 kwietnia 2006 | Club Libertad – 3 de Febrero Ciudad del Este 1:0 Cristian Riveros 59                                                                                      |
| 8 kwietnia 2006 | Club Olimpia – 12 de Octubre Itaugua 1:0 Martín Adrián García 53                                                                                          |
| 8 kwietnia 2006 | Tacuary Asunción – Sportivo Luqueño 2:2 David Villalba 44, Pablo Aguilar (paragwajski piłkarz) 66 – Pablo Aguilar 16, Luis Romero 46                      |
| 9 kwietnia 2006 | Cerro Porteño – Club Nacional 4:3 Nelson David Cabrera 20k, Ernesto Cristaldo 38, 42, Alejandro da Silva 90 – Enrique Meza 11, Óscar Cardozo 18, Inca 69k |
| 9 kwietnia 2006 | Fernando de la Mora – Club 2 de Mayo 2:1 Maximiliano Biancuchi 46, Héctor Mario Núñez 72k – Ricardo Ortiz 89                                              |

### Apertura 13
| Data             | Mecz |
| ---------------- | --- |
| 15 kwietnia 2006 | Club 2 de Mayo – Club Olimpia 3:0 Edison Giménez 25, 56k, 60 |
| 16 kwietnia 2006 | 3 de Febrero Ciudad del Este – Tacuary Asunción 3:4 Fidencio Oviedo 25, Pablo Caballero Cáceres 77, Eder Godoy 91 – Celso González 29, Gilberto Palacios 39, 83, David Villalba 59 |
| 16 kwietnia 2006 | Club Guaraní – Fernando de la Mora 5:1 Jaime Hinterleitner 21, Julián Benítez 30, 71, Osvaldo Díaz 57k, Paulo Centurión 69 – Gilberto Velázquez 74s                                |
| 16 kwietnia 2006 | Club Nacional – Club Libertad 2:2 Heber Arriola 2, 24 – Rodrigo López 49, Carlos Bonet 87                                                                                          |
| 17 kwietnia 2006 | 12 de Octubre Itaugua – Cerro Porteño 2:1 Elvis Marecos 14, Sixto Rojas 58 – Jorge Achucarro 11                                                                                    |

### Apertura 14
| Data             | Mecz |
| ---------------- | --- |
| 22 kwietnia 2006 | Tacuary Asunción – Club Nacional 1:0 Raúl Román 90k                                                                                                |
| 22 kwietnia 2006 | Club Olimpia – Club Guaraní 3:2 Martín Adrián García 61, 65, Edgardo Símovic 71 – Diego Balbuena 49, Carlos Recalde 82                             |
| 23 kwietnia 2006 | Sportivo Luqueño – 3 de Febrero Ciudad del Este 2:0 Miguel Benítez 46, 92                                                                          |
| 23 kwietnia 2006 | Cerro Porteño – Club 2 de Mayo 1:1 Erwin Ávalos 72 – Edison Giménez 41                                                                             |
| 23 kwietnia 2006 | Club Libertad – 12 de Octubre Itaugua 5:1 Rodrigo López 22, 39, Osvaldo Martínez 15, Adalberto Román 44, Roberto Gamarra 85 – Ignacio Schneider 67 |

### Apertura 20
| Data             | Mecz |
| ---------------- | --- |
| 23 kwietnia 2006 | Tacuary Asunción – Cerro Porteño 1:0 Alcides Rodas 64 |
| 23 kwietnia 2006 | 3 de Febrero Ciudad del Este – Fernando de la Mora 3:4 Eder Godoy 31, 84, Armando Ovelar 91 – Pablo Noguera 15, Maximiliano Biancucchi 26, 62, Abel Valdez 71 |
| 23 kwietnia 2006 | 12 de Octubre Itaugua – Club 2 de Mayo 2:0 Elvis Marecos 55, Ignacio Schneider 90                                                                             |
| 23 kwietnia 2006 | Club Nacional – Club Guaraní 2:2 Ariel Bogado 22, Hebert Arriola 40 – Diego Balbuena 17, Julián Benítez 66                                                    |
| 23 kwietnia 2006 | Sportivo Luqueño – Club Olimpia 2:1 Jorge Núñez 36, Juan Hermosilla 68 – Edgardo Simovic 5                                                                    |

### Apertura 15
| Data             | Mecz |
| ---------------- | --- |
| 29 kwietnia 2006 | Club Nacional – Sportivo Luqueño 5:1 Óscar Cardozo 16, 92, Hebert Arriola 36, 63, Rodrigo Cantero 83 – Javier González 90 |
| 29 kwietnia 2006 | Club Guaraní – Cerro Porteño 1:4 Julián Benítez 60 – Jorge Achucarro 10, Edgar González 21, Pablo Daniel Escobar 34, 46   |
| 30 kwietnia 2006 | 12 de Octubre Itaugua – Tacuary Asunción 2:1 Juan Angel Paredes 19, Elvis Marecos 58k – Gilberto Palacios 26              |
| 30 kwietnia 2006 | Fernando de la Mora – Club Olimpia 1:3 Héctor Mario Núñez 90 – Martín Adrián García 3, 20, 92                             |
| 17 maja 2006     | Club 2 de Mayo – Club Libertad 0:0                                                                                        |

### Apertura 16
| Data        | Mecz |
| ----------- | --- |
| 5 maja 2006 | Sportivo Luqueño – 12 de Octubre Itaugua 5:0 Juan Abente 5, Javier González 19k, 78, 82, 87                     |
| 6 maja 2006 | Tacuary Asunción – Club 2 de Mayo 3:1 Patrocinio Samudio, Grégor Aguayo, Carlos Leite – Edison Giménez k        |
| 7 maja 2006 | 3 de Febrero Ciudad del Este – Club Nacional 1:0 Milton Benítez 53                                              |
| 7 maja 2006 | Club Libertad – Club Guaraní 3:2 Adalberto Román 4, Edgar Benítez 23, Osvaldo Martínez 31 – Osvaldo Díaz 35, 80 |
| 7 maja 2006 | Cerro Porteño – Fernando de la Mora 2:1 Walter Fretes 2k, 37 – Héctor Mario Núñez 16k                           |

### Apertura 17
| Data         | Mecz |
| ------------ | --- |
| 12 maja 2006 | Sportivo Luqueño – Club 2 de Mayo 2:2 Juan Abente 72, 83 – Edison Giménez 17, Miguel Larrosa 28                             |
| 13 maja 2006 | Club Guaraní – Tacuary Asunción 3:2 Francisco Esteche 8, Osvaldo Díaz 21, Derlis Soto 70 – Raúl Román 52, Celso González 81 |
| 13 maja 2006 | Cerro Porteño – Club Olimpia 1:0 Erwin Ávalos 30                                                                            |
| 14 maja 2006 | 12 de Octubre Itaugua – 3 de Febrero Ciudad del Este 1:1 Julio César Enciso 54 – Eder Godoy 8                               |
| 14 maja 2006 | Club Libertad – Fernando de la Mora 2:0 Carlos Romero 28s, Pedro Sarabia 58k                                                |

### Apertura 18
| Data         | Mecz |
| ------------ | --- |
| 19 maja 2006 | Sportivo Luqueño – Club Guaraní 2:1 Javier González 10, Jorge Núñez 93 – Julián Benítez 28                                          |
| 20 maja 2006 | Tacuary Asunción – Fernando de la Mora 1:0 David Villalba 38                                                                        |
| 20 maja 2006 | Club Nacional – 12 de Octubre Itaugua 1:0 Fabio Ramos 56                                                                            |
| 21 maja 2006 | 3 de Febrero Ciudad del Este – Club 2 de Mayo 2:2 Armando Ovelar 15, Milton Benítez 69 – Julio Martínez 17, Prisciliano González 72 |
| 21 maja 2006 | Club Libertad – Club Olimpia 3:1 Rodrigo López 24, Javier Villarreal 76, Juan Samudio 90 – Edgardo Simovic 70                       |

### Apertura 19
| Data         | Mecz |
| ------------ | --- |
| 24 maja 2006 | Club Guaraní – 3 de Febrero Ciudad del Este 1:1 Víctor Cabrera 18 – Miguel Paniagua 40                                                          |
| 24 maja 2006 | Cerro Porteño – Club Libertad 0:2 Roberto Gamarra 26, Rodrigo López 81                                                                          |
| 24 maja 2006 | Fernando de la Mora – Sportivo Luqueño 0:4 Luis Núñez 26, Pablo Aguilar 34, Javier González 37k, Jorge Núñez 91                                 |
| 24 maja 2006 | Club Olimpia – Tacuary Asunción 6:1 César Daniel Cáceres 34, 68, Víctor Ortiz 52, Josías Cardozo 57, 66, Cristian Ledesma 59 – Alcides Rodas 46 |
| 25 maja 2006 | Club 2 de Mayo – Club Nacional 0:0 |

### Apertura 21
| Data         | Mecz |
| ------------ | --- |
| 27 maja 2006 | Club Olimpia – 3 de Febrero Ciudad del Este 2:3 Martín Adrián García 67, Cristian Ledesma 84 – Gustavo Cañete 45, Milton Benítez 73, Amado Ovelar 75 |
| 27 maja 2006 | Cerro Porteño – Sportivo Luqueño 2:0 Walter Fretes 30, Rubén Benítez 89                                                                              |
| 28 maja 2006 | Club Guaraní – 12 de Octubre Itaugua 4:3 Derlis Soto 2, Hernán Barcos 25, 49, Francisco Esteche 44 – Sixto Rojas 53, Juan Ángel Paredes 83, 87       |
| 28 maja 2006 | Club Libertad – Tacuary Asunción 2:1 Rodrigo López 28k, Nelson Romero 88 – Raúl Román 41                                                             |
| 29 maja 2006 | Fernando de la Mora – Club Nacional 2:2 Héctor Mario Núñez 51k, 60 – Fabio Ramos 22, Hebert Arriola 80                                               |

### Apertura 22
| Data           | Mecz |
| -------------- | --- |
| 2 czerwca 2006 | Club Nacional – Club Olimpia 1:1 Óscar Cardozo 88 – Josías Cardozo 14                                                                                            |
| 2 czerwca 2006 | 12 de Octubre Itaugua – Fernando de la Mora 4:2 Héctor Sosa 46, Julio Enciso 50, Hugo Notario 78, Juan Angel Paredes 92 – Badayco Maciel 12, Alejandro Vitola 69 |
| 2 czerwca 2006 | Club 2 de Mayo – Club Guaraní 3:0 Miguel Larrosa 20, Ricardo Ortiz 68k, Rubén Aguilera 92                                                                        |
| 3 czerwca 2006 | 3 de Febrero Ciudad del Este – Cerro Porteño 1:2 Armando Ovelar 29 – Wilson Méndez 72s, José Devaca 80                                                           |
| 3 czerwca 2006 | Sportivo Luqueño – Club Libertad 1:3 Luis Núñez 72 – Rodrigo López 28, 89, Roberto Gamarra 44                                                                    |

### Tabela końcowa Apertura 2006
| Poz | Klub                         | Mecze | Zw | Rem | Por | Pkt | BrZd | BrStr |
| --- | ---------------------------- | ----- | -- | --- | --- | --- | ---- | ----- |
| 1   | Club Libertad                | 20    | 13 | 3   | 4   | 42  | 42   | 20    |
| 2   | Cerro Porteño                | 20    | 12 | 4   | 4   | 40  | 36   | 22    |
| 3   | Tacuary Asunción             | 20    | 10 | 4   | 6   | 34  | 34   | 33    |
| 4   | Sportivo Luqueño             | 20    | 9  | 6   | 5   | 33  | 39   | 29    |
| 5   | 12 de Octubre Itaugua        | 20    | 8  | 4   | 8   | 28  | 25   | 31    |
| 6   | Club Olimpia                 | 20    | 8  | 3   | 9   | 27  | 34   | 30    |
| 7   | Club 2 de Mayo               | 20    | 6  | 7   | 7   | 25  | 29   | 33    |
| 8   | Club Nacional                | 20    | 6  | 6   | 8   | 24  | 42   | 36    |
| 9   | Club Guaraní                 | 20    | 5  | 6   | 9   | 21  | 34   | 43    |
| 10  | 3 de Febrero Ciudad del Este | 20    | 5  | 4   | 11  | 19  | 29   | 41    |
| 11  | Fernando de la Mora          | 20    | 3  | 3   | 14  | 12  | 21   | 47    |

### Klasyfikacja strzelców Turnieju Apertura 2006
| Gole | Piłkarz              | Klub             |
| ---- | -------------------- | ---------------- |
| 19   | Hernán Rodrigo López | Club Libertad    |
| 15   | Óscar Cardozo        | Club Nacional    |
| 12   | Javier González      | Sportivo Luqueño |
| 16   | Martín Adrián García | Club Olimpia     |

## Torneo Clausura 2006

### Clausura 1
| Data            | Mecz                                                                          |
| --------------- | ----------------------------------------------------------------------------- |
| 14 lipca 2006   | Tacuary Asunción – 12 de Octubre Itaugua 1:1 Hugo Luzardi 62 – Sixto Rojas 33 |
| 15 lipca 2006   | Sportivo Luqueño – Club 2 de Mayo 0:0                                         |
| 16 lipca 2006   | Club Guaraní – 3 de Febrero Ciudad del Este 1:0 Derlis Soto 62                |
| 16 lipca 2006   | Club Nacional – Cerro Porteño 0:1 Erwin Ávalos 20                             |
| 9 sierpnia 2006 | Club Libertad – Club Olimpia 0:0                                              |

### Clausura 2
| Data          | Mecz |
| ------------- | --- |
| 21 lipca 2006 | 12 de Octubre Itaugua – Club Nacional 1:4 Juan Angel Paredes 53 – Fabio Escobar 39, Óscar Cardozo 42, 48, Blás López 46            |
| 21 lipca 2006 | Club 2 de Mayo – Tacuary Asunción 2:2 Marcos Lazaga 23, Ricardo Ortiz 79k – Emilio Ibarra 15, 54                                   |
| 22 lipca 2006 | Cerro Porteño – Fernando de la Mora 3:1 Jorge Achucarro 20, 67, Erwin Ávalos 49 – Badayco Maciel 63                                |
| 22 lipca 2006 | 3 de Febrero Ciudad del Este – Club Libertad 0:1 Víctor Cáceres 75                                                                 |
| 23 lipca 2006 | Club Olimpia – Sportivo Luqueño 4:2 Inca 32, 54k, Martín Adrián García 48, Heber Arriola 82 – Jorge Núñez 27, Sergio Fernández 93k |

### Clausura 3
| Data          | Mecz                                                                                |
| ------------- | ----------------------------------------------------------------------------------- |
| 28 lipca 2006 | Fernando de la Mora – 12 de Octubre Itaugua 0:1 Cristian Cardozo 26                 |
| 28 lipca 2006 | Club Nacional – Club 2 de Mayo 0:3 Marcos Lazaga 14, 75, Ricardo Ortiz 69           |
| 29 lipca 2006 | Club Libertad – Club Guaraní 1:1 Pedro Benítez 41 – Líder Mármol 7                  |
| 30 lipca 2006 | Sportivo Luqueño – 3 de Febrero Ciudad del Este 0:0                                 |
| 30 lipca 2006 | Tacuary Asunción – Club Olimpia 2:2 Gilberto Palacios 16, 59 – Heber Arriola 10, 48 |

### Clausura 4
| Data            | Mecz                                                                                   |
| --------------- | -------------------------------------------------------------------------------------- |
| 4 sierpnia 2006 | Club 2 de Mayo – Fernando de la Mora 0:1 Héctor Mario Núñez 26                         |
| 5 sierpnia 2006 | Club Guaraní – Sportivo Luqueño 1:1 Francisco Esteche 56 – Iván Barrios 52             |
| 5 sierpnia 2006 | 3 de Febrero Ciudad del Este – Tacuary Asunción 0:2 Emilio Ibarra 9, David Villalba 21 |
| 5 sierpnia 2006 | 12 de Octubre Itaugua – Cerro Porteño 0:1 Walter Fretes 74k                            |
| 6 sierpnia 2006 | Club Olimpia – Club Nacional 1:0 Inca 25k                                              |

### Clausura 5
| Data             | Mecz |
| ---------------- | --- |
| 12 sierpnia 2006 | Tacuary Asunción – Club Guaraní 1:0 Celso González 2                                                                                  |
| 12 sierpnia 2006 | Sportivo Luqueño – Club Libertad 2:3 Derlis Cardozo 72, Cristian Andersen 84 – Osvaldo Martínez 19, Juan Samudio 60, Pedro Benítez 71 |
| 13 sierpnia 2006 | Club Nacional – 3 de Febrero Ciudad del Este 0:1 Eder Godoy 89                                                                        |
| 13 sierpnia 2006 | Cerro Porteño – Club 2 de Mayo 3:1 Erwin Ávalos 21, 76, Jorge Achucarro 32 – Edison Jiménez 57                                        |
| 13 sierpnia 2006 | Fernando de la Mora – Club Olimpia 0:1 Justo Meza 8                                                                                   |

### Clausura 6
| Data             | Mecz |
| ---------------- | --- |
| 18 sierpnia 2006 | Club Guaraní – Club Nacional 2:2 Julián Benítez 20, Derlis Soto 32 – Cristian Bogado 12, Fabio Ramos 74                                                |
| 19 sierpnia 2006 | Club Libertad – Tacuary Asunción 2:0 Roberto Gamarra 35, 75                                                                                            |
| 19 sierpnia 2006 | 3 de Febrero Ciudad del Este – Fernando de la Mora 1:2 Milton Benítez 28 – Juan Pablo González 75, Fernando Olivera 92                                 |
| 19 sierpnia 2006 | Club 2 de Mayo – 12 de Octubre Itaugua 3:2 Edison Giménez 11, Herminio Miranda 31, Sergio Jiménez 66 – Cristian Estigarribia 91, Juan Angel Paredes 93 |
| 20 sierpnia 2006 | Club Olimpia – Cerro Porteño 1:1 Justo Rolando Meza 26 – Domingo Salcedo 70                                                                            |

### Clausura 7
| Data             | Mecz |
| ---------------- | --- |
| 26 sierpnia 2006 | Cerro Porteño – 3 de Febrero Ciudad del Este 1:0 Carlos Báez 23                                                          |
| 26 sierpnia 2006 | Club Nacional – Club Libertad 2:1 Blas López 10, Fabio Ramos 24 – Juan Samudio 42                                        |
| 26 sierpnia 2006 | Tacuary Asunción – Sportivo Luqueño 1:0 David Villaba 45                                                                 |
| 27 sierpnia 2006 | 12 de Octubre Itaugua – Club Olimpia 2:3 Osvaldo Hobecker 25, Juan Angel Paredes 49 – Justo Meza 17, 60, Michel Godoy 45 |
| 27 sierpnia 2006 | Fernando de la Mora – Club Guaraní 0:2 Carlos Recalde 63, Derlis Soto 90                                                 |

### Clausura 8
| Data            | Mecz                                                                                               |
| --------------- | -------------------------------------------------------------------------------------------------- |
| 1 września 2006 | Club Libertad – Fernando de la Mora 2:1 Juan Samudio 60, 84 – Vicente Paciello 20                  |
| 2 września 2006 | Club Olimpia – Club 2 de Mayo 1:1 Hebert Arriola 30 – Herminio Miranda 2                           |
| 3 września 2006 | Sportivo Luqueño – Club Nacional 0:4 Cristian Bogado 20, 63, Enrique Meza 49, Francisco Escobar 80 |
| 3 września 2006 | Club Guaraní – Cerro Porteño 0:1 Domingo Salcedo 61                                                |
| 3 września 2006 | 3 de Febrero Ciudad del Este – 12 de Octubre Itaugua 1:0 Eder Godoy 26                             |

### Clausura 9
| Data             | Mecz |
| ---------------- | --- |
| 8 września 2006  | 12 de Octubre Itaugua – Club Guaraní 0:0 |
| 8 września 2006  | Club 2 de Mayo – 3 de Febrero Ciudad del Este 1:0 Edison Giménez 24                                                                          |
| 9 września 2006  | Fernando de la Mora – Sportivo Luqueño 0:0                                                                                                   |
| 9 września 2006  | Club Nacional – Tacuary Asunción 3:3 Cristian Bogado 19, Fabio Escobar 35, 44 – Lorenzo Silva 3, Gilberto Palacios 59, Patrocinio Samudio 76 |
| 10 września 2006 | Cerro Porteño – Club Libertad 1:0 Carlos Báez 61                                                                                             |

### Clausura 10
| Data             | Mecz                                                                                             |
| ---------------- | ------------------------------------------------------------------------------------------------ |
| 10 września 2006 | Tacuary Asunción – Fernando de la Mora 1:2 Gilberto Palacios 40k – Néstor Bareiro 57, 66         |
| 10 września 2006 | Sportivo Luqueño – Cerro Porteño 0:0                                                             |
| 10 września 2006 | Club Libertad – 12 de Octubre Itaugua 4:0 Pedro Benítez 45, Juan Samudio 54, 67, Carlos Bonet 81 |
| 10 września 2006 | Club Guaraní – Club 2 de Mayo 2:0 Edgar Añazco 27, Osvaldo Díaz 92                               |
| 10 września 2006 | 3 de Febrero Ciudad del Este – Club Olimpia 1:0 Eder Godoy 18                                    |

### Clausura 11
| Data             | Mecz |
| ---------------- | --- |
| 16 września 2006 | 12 de Octubre Itaugua – Sportivo Luqueño 2:3 Pedro Irala 42k, Sixto Rojas 44 – Javier González 15, 52, 72         |
| 16 września 2006 | Club 2 de Mayo – Club Libertad 2:2 Miguel Larrosa 20, Marcos Lazaga 46 – Carlos Ruiz Peralta 61, Rodrigo López 85 |
| 17 września 2006 | Cerro Porteño – Tacuary Asunción 1:1 Raúl Román 31 – Hugo Luzardi 66                                              |
| 17 września 2006 | Fernando de la Mora – Club Nacional 1:2 Nelson Figueredo 48 – Cristian Bogado 54, 72                              |
| 17 września 2006 | Club Olimpia – Club Guaraní 1:1 Arnaldo Alonso 5 – Edgar Añazco 89                                                |

### Clausura 12
| Data             | Mecz |
| ---------------- | --- |
| 22 września 2006 | Club 2 de Mayo – Sportivo Luqueño 1:2 Lidio Benítez 3 – Christian Ardersen 45, Jorge Núñez 84                                                               |
| 23 września 2006 | 12 de Octubre Itaugua – Tacuary Asunción 0:1 Hugo Luzardi 59                                                                                                |
| 23 września 2006 | Club Olimpia – Club Libertad 0:1 Rodrigo López 25 |
| 24 września 2006 | 3 de Febrero Ciudad del Este – Club Guaraní 3:3 Armando Ovelar 11, 71, Carlos Alberto Pérez 83 – Cristian Martínez 13s, Aureliano Torres 41, Derlis Soto 54 |
| 24 września 2006 | Cerro Porteño – Club Nacional 1:0 Alejandro da Silva 76 |

### Clausura 13
| Data                | Mecz |
| ------------------- | --- |
| 29 września 2006    | Club Nacional – 12 de Octubre Itaugua 1:1 Cristian Cardozo 14s – Juan Angel Paredes 89                         |
| 29 września 2006    | Club Libertad – 3 de Febrero Ciudad del Este 2:1 Rodrigo López 27k, Juan Samudio 32 – Arturo Aquino 8          |
| 30 września 2006    | Tacuary Asunción – Club 2 de Mayo 0:1 Edison Giménez 58                                                        |
| 30 września 2006    | Fernando de la Mora – Cerro Porteño 1:3 Juan Pablo González 77 – Alejandro da Silva 66, 91, Domingo Salcedo 87 |
| 1 października 2006 | Sportivo Luqueño – Club Olimpia 1:1 Javier González 37 – Miguel Benítez 76                                     |

### Clausura 14
| Data                 | Mecz |
| -------------------- | --- |
| 6 października 2006  | 12 de Octubre Itaugua – Fernando de la Mora 2:2 Daniel Ferreira 86, Richard Estigarribia 89 – Juan Pablo González 45, 74                                       |
| 6 października 2006  | Club 2 de Mayo – Club Nacional 0:0 |
| 8 października 2006  | 3 de Febrero Ciudad del Este – Sportivo Luqueño 4:2 Raúl Méndez 21s, Milton Benítez 48, Nery Quintana 75, Eder Godoy 87 – Javier González 9, Derlis Cardozo 82 |
| 8 października 2006  | Club Olimpia – Tacuary Asunción 0:2 Emilio Ibarra 73, Gilberto Palacios 77                                                                                     |
| 25 października 2006 | Club Guaraní – Club Libertad 1:2 Francisco Esteche 40k – Sergio Aquino 9, Juan Samudio 81                                                                      |

### Clausura 15
| Data                 | Mecz                                                                                                   |
| -------------------- | --- |
| 13 października 2006 | Sportivo Luqueño – Club Guaraní 3:1 Robert Servín 24, Jorge Núñez 42, Juan Abente 59 – Pedro Chávez 56 |
| 14 października 2006 | Fernando de la Mora – Club 2 de Mayo 0:2 Edison Giménez 45, Nicolás Hayr 49                            |
| 14 października 2006 | Tacuary Asunción – 3 de Febrero Ciudad del Este 1:0 Gilberto Palacios 55                               |
| 14 października 2006 | Club Nacional – Club Olimpia 1:0 Fabio Ramos 53                                                        |
| 15 października 2006 | Cerro Porteño – 12 de Octubre Itaugua 1:0 Raúl Román 24                                                |

### Clausura 16
| Data                 | Mecz |
| -------------------- | --- |
| 20 października 2006 | Club Libertad – Sportivo Luqueño 4:0 Rodrigo López 1, Cristian Riveros 6, 57, Juan Samudio 80                      |
| 21 października 2006 | Club Guaraní – Tacuary Asunción 1:1 David Mendieta 22 – Gilberto Palacios 57                                       |
| 21 października 2006 | Club 2 de Mayo – Cerro Porteño 0:1 Domingo Salcedo 32                                                              |
| 22 października 2006 | 3 de Febrero Ciudad del Este – Club Nacional 0:3 Fabio Ramos 24, Julio Irrazábal 72, Blas López 74                 |
| 22 października 2006 | Club Olimpia – Fernando de la Mora 5:1 Josías Cardozo 5, Justo Meza 9, 36, 37, Iván González 27 – Edgar Gamarra 84 |

### Clausura 17
| Data                 | Mecz |
| -------------------- | --- |
| 27 października 2006 | Fernando de la Mora – 3 de Febrero Ciudad del Este 0:0                                                               |
| 27 października 2006 | 12 de Octubre Itaugua – Club 2 de Mayo 1:3 Dani Ferreira 11 – Pedro Vera 46, Salustiano Candia 82, Julio Martínez 85 |
| 28 października 2006 | Club Nacional – Club Guaraní 2:0 Enrique Meza 2, Cristian Bogado 15                                                  |
| 28 października 2006 | Tacuary Asunción – Club Libertad 1:1 Emilio Ibarra 42 – Rodrigo López 65                                             |
| 29 października 2006 | Cerro Porteño – Club Olimpia 1:0 Walter Fretes 74                                                                    |

### Clausura 18
| Data             | Mecz                                                                                                 |
| ---------------- | --- |
| 3 listopada 2006 | Club Libertad – Club Nacional 2:1 Carlos Bonet 10, Víctor Cáceres 93 – Fabio Escobar 21              |
| 3 listopada 2006 | Sportivo Luqueño – Tacuary Asunción 0:0                                                              |
| 4 listopada 2006 | 3 de Febrero Ciudad del Este – Cerro Porteño 1:1 Arturo Aquino 26 – Arturo Aquino 62s                |
| 5 listopada 2006 | Club Olimpia – 12 de Octubre Itaugua 0:2 Osvaldo Hobecker 6, Julio Meza 59                           |
| 5 listopada 2006 | Club Guaraní – Fernando de la Mora 3:1 Aureliano Torres 32, 71, Walter Larrea 40 – Néstor Bareiro 79 |

### Clausura 19
| Data              | Mecz |
| ----------------- | --- |
| 10 listopada 2006 | Fernando de la Mora – Club Libertad 0:2 Pablo Guińazú 48, Rodrigo López 89                                                          |
| 11 listopada 2006 | Club 2 de Mayo – Club Olimpia 2:1 Marcos Lazaga 70, Salustiano Candia 93 – Iván González 28                                         |
| 11 listopada 2006 | Club Nacional – Sportivo Luqueño 0:0                                                                                                |
| 12 listopada 2006 | Cerro Porteño – Club Guaraní 5:1 Raúl Román 24, 48, Domingo Salcedo 58, Ariel Alvarenga 60s, Jorge Achucarro 67 – David Mendieta 81 |
| 12 listopada 2006 | 12 de Octubre Itaugua – 3 de Febrero Ciudad del Este 3:2 Daniel Ferreira 46, Julio Meza 60, Hugo Notario 66 – Eder Godoy 48, 62     |

### Clausura 20
| Data              | Mecz |
| ----------------- | --- |
| 17 listopada 2006 | Sportivo Luqueño – Fernando de la Mora 1:0 Juan Rodolfo Romero 12                                                           |
| 18 listopada 2006 | 3 de Febrero Ciudad del Este – Club 2 de Mayo 1:2 Eder Godoy 92 – Lidio Benítez 35, Marcos Lazaga 89                        |
| 18 listopada 2006 | Club Guaraní – 12 de Octubre Itaugua 1:1 David Mendieta 40 – Gustavo Cañete 65                                              |
| 18 listopada 2006 | Club Libertad – Cerro Porteño 1:4 Rodrigo López 61 – Walter Fretes 4, Raúl Román 43, Alejandro da Silva 71, Erwin Ávalos 90 |
| 18 listopada 2006 | Tacuary Asunción – Club Nacional 2:1 Gilberto Palacios 29, David Villalba 79 – Fabio Ramos 65                               |

### Clausura 21
| Data              | Mecz |
| ----------------- | --- |
| 24 listopada 2006 | Club 2 de Mayo – Club Guaraní 1:0 Edison Giménez 41                                                                      |
| 24 listopada 2006 | Fernando de la Mora – Tacuary Asunción 0:2 Fabián Caballero 3, Lorenzo Silva 46                                          |
| 24 listopada 2006 | Club Olimpia – 3 de Febrero Ciudad del Este 1:1 Cristian Ledesma 34 – Edgar Miranda 31                                   |
| 25 listopada 2006 | 12 de Octubre Itaugua – Club Libertad 1:2 Daniel Ferreira 68 – Pedro Benítez 28, Carlos Bonet 60                         |
| 26 listopada 2006 | Cerro Porteño – Sportivo Luqueño 3:1 Erwin Ávalos 30, Nelson David Cabrera 49k, Ernesto Cristaldo 88 – Derlis Cardozo 32 |

### Clausura 22
| Data           | Mecz |
| -------------- | --- |
| 1 grudnia 2006 | Club Libertad – Club 2 de Mayo 2:2 Osvaldo Martínez 21, José Ariel Núñez 86 – Edison Giménez 63, 92         |
| 1 grudnia 2006 | Tacuary Asunción – Cerro Porteño 1:2 Lorenzo Silva 79 – Alejandro da Silva 70, Erwin Ávalos 83              |
| 2 grudnia 2006 | Club Guaraní – Club Olimpia 0:0                                                                             |
| 3 grudnia 2006 | Sportivo Luqueño – 12 de Octubre Itaugua 2:1 Javier González 82k, Óscar Núñez 84 – Juan Angel Paredes 43    |
| 3 grudnia 2006 | Club Nacional – Fernando de la Mora 3:1 Fabio Ramos 56, Fabio Escobar 86, José Burgos 91 – Pablo Noguera 19 |

### Tabela końcowa Clausura 2006
| Poz | Klub                         | Mecze | Zw | Rem | Por | Pkt | BrZd | BrStr |
| --- | ---------------------------- | ----- | -- | --- | --- | --- | ---- | ----- |
| 1   | Cerro Porteño                | 20    | 16 | 4   | 0   | 52  | 35   | 10    |
| 2   | Club Libertad                | 20    | 12 | 5   | 3   | 41  | 35   | 20    |
| 3   | Club 2 de Mayo               | 20    | 9  | 6   | 5   | 33  | 27   | 21    |
| 4   | Tacuary Asunción             | 20    | 8  | 8   | 4   | 32  | 25   | 19    |
| 5   | Club Nacional                | 20    | 8  | 5   | 7   | 29  | 29   | 21    |
| 6   | Club Olimpia                 | 20    | 5  | 8   | 7   | 23  | 22   | 22    |
| 7   | Sportivo Luqueño             | 20    | 5  | 8   | 7   | 23  | 20   | 30    |
| 8   | Club Guaraní                 | 20    | 4  | 9   | 7   | 21  | 21   | 26    |
| 9   | 3 de Febrero Ciudad del Este | 20    | 4  | 5   | 11  | 17  | 17   | 26    |
| 10  | 12 de Octubre Itaugua        | 20    | 3  | 5   | 12  | 14  | 21   | 35    |
| 11  | Fernando de la Mora          | 20    | 3  | 3   | 14  | 12  | 14   | 36    |

## Campeonato Paraguay 2006
O tytuł mistrza Paragwaju stoczyli pojedynek mistrz turnieju Apertura klub Club Libertad z mistrzem turnieju Clausura klubem Cerro Porteño.
| Data            | Mecz                                                                                        |
| --------------- | ------------------------------------------------------------------------------------------- |
| 6 grudnia 2006  | Cerro Porteño – Club Libertad 0:0                                                           |
| 10 grudnia 2006 | Club Libertad – Cerro Porteño 2:1 Hernán López 24, Sergio Aquino 28 – Alejandro da Silva 60 |

Mistrzem Paragwaju w roku 2006 został klub Club Libertad, natomiast wicemistrzem Paragwaju – Cerro Porteño.

## Sumaryczna tabela sezonu 2006
| Poz | Klub                         | Mecze | Zw | Rem | Por | Pkt | BrZd | BrStr |
| --- | ---------------------------- | ----- | -- | --- | --- | --- | ---- | ----- |
| 1   | Cerro Porteño                | 40    | 28 | 8   | 4   | 92  | 71   | 32    |
| 2   | Club Libertad                | 40    | 25 | 8   | 7   | 83  | 77   | 40    |
| 3   | Tacuary Asunción             | 40    | 18 | 12  | 10  | 66  | 59   | 52    |
| 4   | Club 2 de Mayo               | 40    | 15 | 13  | 12  | 58  | 56   | 54    |
| 5   | Sportivo Luqueño             | 40    | 14 | 14  | 12  | 56  | 59   | 59    |
| 6   | Club Nacional                | 40    | 14 | 11  | 15  | 53  | 71   | 57    |
| 7   | Club Olimpia                 | 40    | 13 | 11  | 16  | 50  | 56   | 52    |
| 8   | Club Guaraní                 | 40    | 9  | 15  | 16  | 42  | 55   | 69    |
| 9   | 12 de Octubre Itaugua        | 40    | 11 | 9   | 20  | 42  | 46   | 66    |
| 10  | 3 de Febrero Ciudad del Este | 40    | 9  | 9   | 22  | 36  | 46   | 67    |
| 11  | Fernando de la Mora          | 40    | 6  | 6   | 28  | 24  | 35   | 83    |

## Kwalifikacje doCopa Sudamericana 2007

### 1/2 finału
| Data            | Mecz |
| --------------- | --- |
| 13 grudnia 2006 | Club 2 de Mayo – Tacuary Asunción 1:1 Jorge Valdez 9 – Patrocinio Samudio 69 Klub Tacuary awansował do finału dzięki lepszej pozycji w tabeli sumarycznej sezonu |
| 13 grudnia 2006 | Cerro Porteño – Sportivo Luqueño 2:0 Pablo Daniel Escobar 34, Jorge Achucarro 62                                                                                 |

### Finał
| Data            | Mecz |
| --------------- | --- |
| 17 grudnia 2006 | Tacuary Asunción – Cerro Porteño 3:2 Hugo Luzardi 6, Gilberto Palacios 73, Lorenzo Silva 87 – Rubén Benítez 62, Roberto Ovelar 92 |

Klub Tacuary Asunción wraz z mistrzem Paragwaju klubem Club Libertad zakwalifikowały się do turnieju Copa Sudamericana 2007.